# Парни не плачут (фильм, Польша)
Парни не плачут — польская молодёжная комедия, снятая режиссёром Олафом Любашенко в 1999 году. Премьера фильма состоялась 25 февраля 2000 года. В первый уик-энд показа фильм посмотрело около 77 тысяч зрителей. Критики встретили фильм довольно прохладно — лента получила всего 5 номинаций и ни одной награды. Тем не менее, спустя 17 лет после премьеры «Парни не плачут» является одним из наиболее популярных польских фильмов, занимая 25 место в рейтинге портала filmweb.pl, а репликам его героев посвящена специальная страница в польской Цитатопедии.

## Сюжет
Молодой талантливый скрипач Якуб, или Куба, Бреннер (Мацей Штур), несмотря на собственные затруднительные обстоятельства в личной жизни и в учёбе, хочет помочь своему застенчивому другу Оскару (Войцех Клята) избавиться от двух проблем — прыщей и девственности. Самый простой способ сделать это — заказать девушек по вызову, однако в процессе выясняется, что молодые люди немного не рассчитали свои финансовые возможности. Поэтому вместо решения проблемы прыщей парни наживают проблемы с мафией, крышующей проституток. Впрочем, у мафии проблем тоже хватает. Болец, сын главного мафиози по кличке Шеф, не хочет продолжать дело отца — он мечтает о карьере музыкального продюсера, чем очень огорчает папу. А приехавшие к Шефу для заключения сделки гангстеры с Севера — Фред (Цезарий Пазура) и Груша устраивают в принадлежащем Больцу ночном клубе перестрелку, во время которой пропадает дипломат с деньгами. Подозрение падает на Кубу, который как раз приехал отдать сутенёру долг за затянувшееся общение с девушками.